# الباحة
مَدِينَةُ الْبَاحَةُ؛ هِي عَاصِمة مَنطقَة البَاحَة ومقرَ الْإمَارَة، وَمنْ أهمْ مُدن السُّعودِية سياحيًا وزراعيًا، وَإليْهَا تُنسب الْمنْطَقَة ويترَكزُ الثقل الإِدَارِي وَالتجَارِي. توجدُ بها دَوائِرُ حُكومية وَمراكزُ تِجارِية كُبرَى، إضافةً إِلَى أَنَّ بها أسواقَا شعبيَة، أَهَمَّهَا: سوقُ الْخَمِيس. يَبلغُ عَدد سُكان البَاحة تقريبا 90,515 ألف نسمة. يحيط بالمدينة غابات كثيرة، منها: غابة رغدان، وغابة الشهبة، ودار الجبل، والزرقاء، وادي فيق التي زارها الشريف حسين، يحدها من الشمال محافظة القرى، ومن الغرب محافظة المندق، ومحافظة المخواة، ومن الجنوب محافظة بلجرشي، ومن الشرق محافظة العقيق.

## التسمية
الباحة في اللغة هي الساحة وفناء الدار، وباحة الطريق وسطه. ومن معانيها النخل الكثير الباسق والماء الكثير. مسمى المنطقة مستمد -أيضا- من خصائص وضعها وموقعها حيث يشير هذا الاسم لمنطقة واقعة بين سلسلة من الارتفاعات الشاهقة فهي تشبه المدن المعلقة لتربعها على شريط جبلي.

## الموقع والحدود

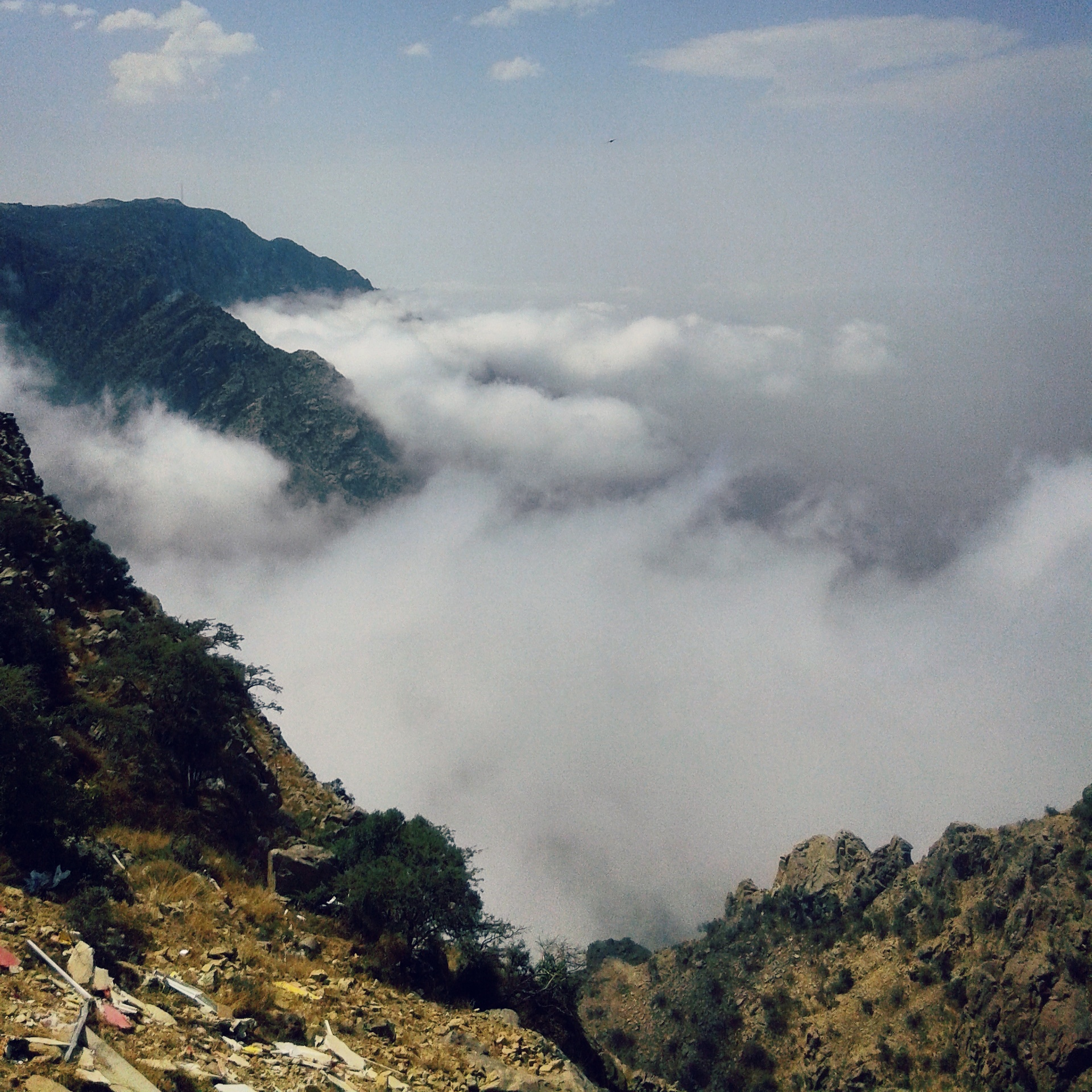
أحد مرتفعات بضواحي الباحة، حيث تتعرض جبال الحجاز (الأكثر برودة من الأرض) لكتل هوائية رطبة تأتي من السهل التهامي فتتشكل السحب والضباب بتكثف الهواء

تقع في الجنوب الغربي من المملكة العربية السعودية بين خطي طول 41/42 وخطي عرض 19/20 وتمثل موقعًا وسطاً بين مناطق سياحية؛ وهي من أجمل الأماكن السياحية في المملكة العربية السعودية.

## الجغرافيا

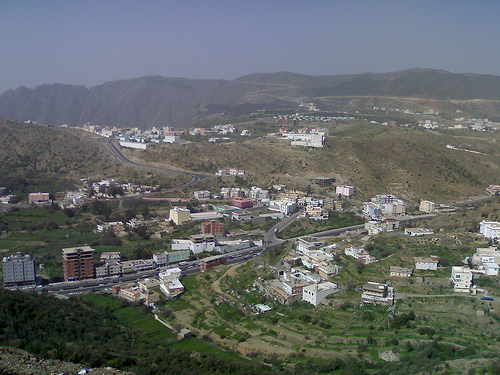
تتوزع المساكن ضمن منطقة الباحة (بمحافظاتها وقراها) بين سهل ووادي وجبال

تضاريس المنطقة تنقسم إلى سهول منخفضة غربية وصولاً لساحل البحر الأحمر تعرف بتهامة، وجبال بركانية تعرف بـ (جبال السروات). تُغطى المناطق الجبلية بشكل شبه كلي بأشجار صنوبرية برية محلية تسمى العرعر، بالإضافة إلى أنواع عديدة من: الأحراش والغابات والأشجار المثمرة، منها: العنب، والتين الشوكي، والفركس، والطرنج، والمشمش، والكمثرى، والبطيخ الأسود، والتفاح، واللوز البجلي، وموز الصدر، والبوص، والحماط -وهو نوع من أنواع التين موطنه الجبال-، والرمان، واللوز الأخضر، والشبارق، والخوخ، والبشام، والبيلسان والعتم (شجر الزيتون البري)، والبحرزاف (الكافور)، والسدر، والطلح. تكثر بها أيضا النباتات والشجيرات الصغيرة والأزهار، منها: الكادي، والريحان، والحبق، والنيم، والياسمين، والورد الحجازي، والعقش (اللبلاب)، وتوت العليق، والعرفج، وغيرها. تنتشر على سفوحها مصاطب أو مدرجات زراعية التي زرع فيها سكان المنطقة نباتات المنطقة التي اعتمدوا عليها في غذائهم، مثل: الذرة البيضاء، والشعير، والقمح، والدخن، والسمسم، والعدس، والخضروات المحلية (كـالقرع العسلي، والدباء العربي، والثفاء، والبطاطس، والجزر، والطماطم، والفلفل).

## المناخ
يؤثر اختلاف التشكيلات التضاريسية في مناخ المنطقة، فقطاع الحجاز يتعرض لجبهات هوائية رطبة تأتي من السهل التهامي فتتكون السحب والضباب؛ وغالبًا ما يتعرض القسم الحجازي لسحب وضباب في فصل الشتاء بسبب هذه الكتل الهوائية القادمة من البحر الأحمر؛ بالإضافة إلى عواصف رعدية؛ وتدنى درجات الحرارة؛ تتعرض لأمطار غزيرة؛ فيما تمتاز بمناخ معتدل عليل في فصلي الربيع والصيف. أما قطاع تهامة فمناخه مختلف عن قطاع الحجاز، على الرغم من قرب المسافة بين القطاعين (25 كلم)؛ فتهامة سهول ساحلية متموجة ترتفع فيها درجة الحرارة صيفًا؛ ودافئة شتاء؛ ومعتدلة في فصل الربيع. عمومًا يعتبر مناخ منطقة الباحة ضمن نطاق الإقليم الجاف، إلا أن المناخ معتدل البرودة شتاء وعليل جميل في بقية فصول السنة. تتراوح نسبة الرطوبة في المنطقة بين 52% إلى 67%؛ والضغط الجوي بين 602 إلى 607؛ ويبلغ متوسط درجة الحرارة 23 الدرجة الكبرى و12 الدرجة الصغرى؛ بينما يتراوح معدل هطول الأمطار في قطاع الحجاز بين 229 ملم إلى 581 ملم وفي قطاع تهامة بين 100 ملم إلى 250 ملم سنويًا.

## السكان
بلغ عدد سكان مدينة الباحة أكثر من 90,515 نسمة  حسب إحصاء عام 2022م، وينتشر السكان بالمدينة وبعض الضواحي المحيطة بها والقرى ويعملون بالدوائر الحكومية والسلك العسكري والبعض بالزراعة والتجارة والتعليم.

## الزراعة

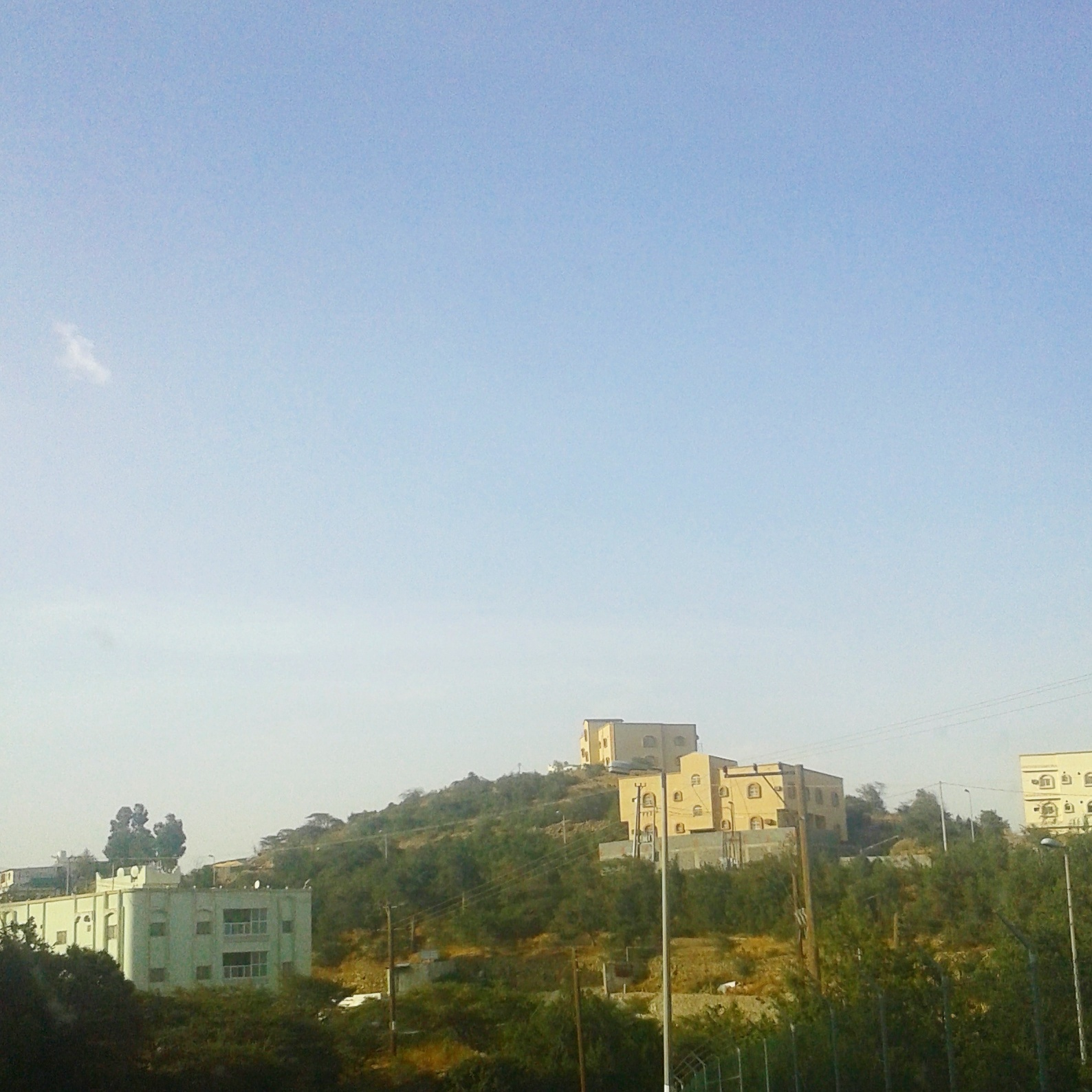
تبنى بعض المساكن فوق قمة تصعب زراعتها بعيدا عن الأراضي المنبسطة؛ لتجنب خطر السيول في موسم الشتاء

تشتهر الباحة بالزراعة -وهي منطقة زراعية هامة-؛ وتشتهر أيضًا بزراعة بعض الفواكة الصيفية مثل:
- الرمان
- العنب
- المشمش
- الخوخ
- التين الشوكي، أو(البرشومي)
- اللوز
- التين
- البرتقال
- الكادي
- الحبق
- الياسمين
- الليمون
- التين، أو(الحماط)
- الشعير
- الذرة، أو(حب الحاج)
- العدس
- اليوسفي
- الريحان
- البطيخ، أو(الحبحب)
- الفطر
- النعناع
- الكمثرى
- الفجل
- البصل
- الطماطم
- الخيار
- الخس
- الجرجير
- الجزر
- البخارة، أو(الغوجة)
- النبق، أو(العبري)
- الورد
- الشمام
- التفاح
- الكمثرى
- الدجر

| المناخ في الباحة | المناخ في الباحة | المناخ في الباحة | المناخ في الباحة | المناخ في الباحة | المناخ في الباحة | المناخ في الباحة | المناخ في الباحة | المناخ في الباحة | المناخ في الباحة | المناخ في الباحة | المناخ في الباحة | المناخ في الباحة |
| درجة الحرارة     | درجة الحرارة     | درجة الحرارة     | درجة الحرارة     | درجة الحرارة     | درجة الحرارة     | درجة الحرارة     | درجة الحرارة     | درجة الحرارة     | درجة الحرارة     | درجة الحرارة     | درجة الحرارة     | درجة الحرارة     |
| شهر              | يناير            | فبراير           | مارس             | أبريل            | مايو             | يونيو            | يوليو            | اغسطس            | سبتمبر           | أكتوبر           | نوفمبر           | ديسمبر           |
| ---------------- | ---------------- | ---------------- | ---------------- | ---------------- | ---------------- | ---------------- | ---------------- | ---------------- | ---------------- | ---------------- | ---------------- | ---------------- |
| العظمى م°        | 21.9             | 23.7             | 26.7             | 27.7             | 29.3             | 32.1             | 34.4             | 35.3             | 33.9             | 29.6             | 25.4             | 22.7             |
| الصغرى م°        | 4.9              | 6.7              | 10.9             | 14.1             | 16.6             | 20.9             | 22.6             | 22.9             | 20.5             | 15.5             | 11.9             | 9.1              |

## الخدمات

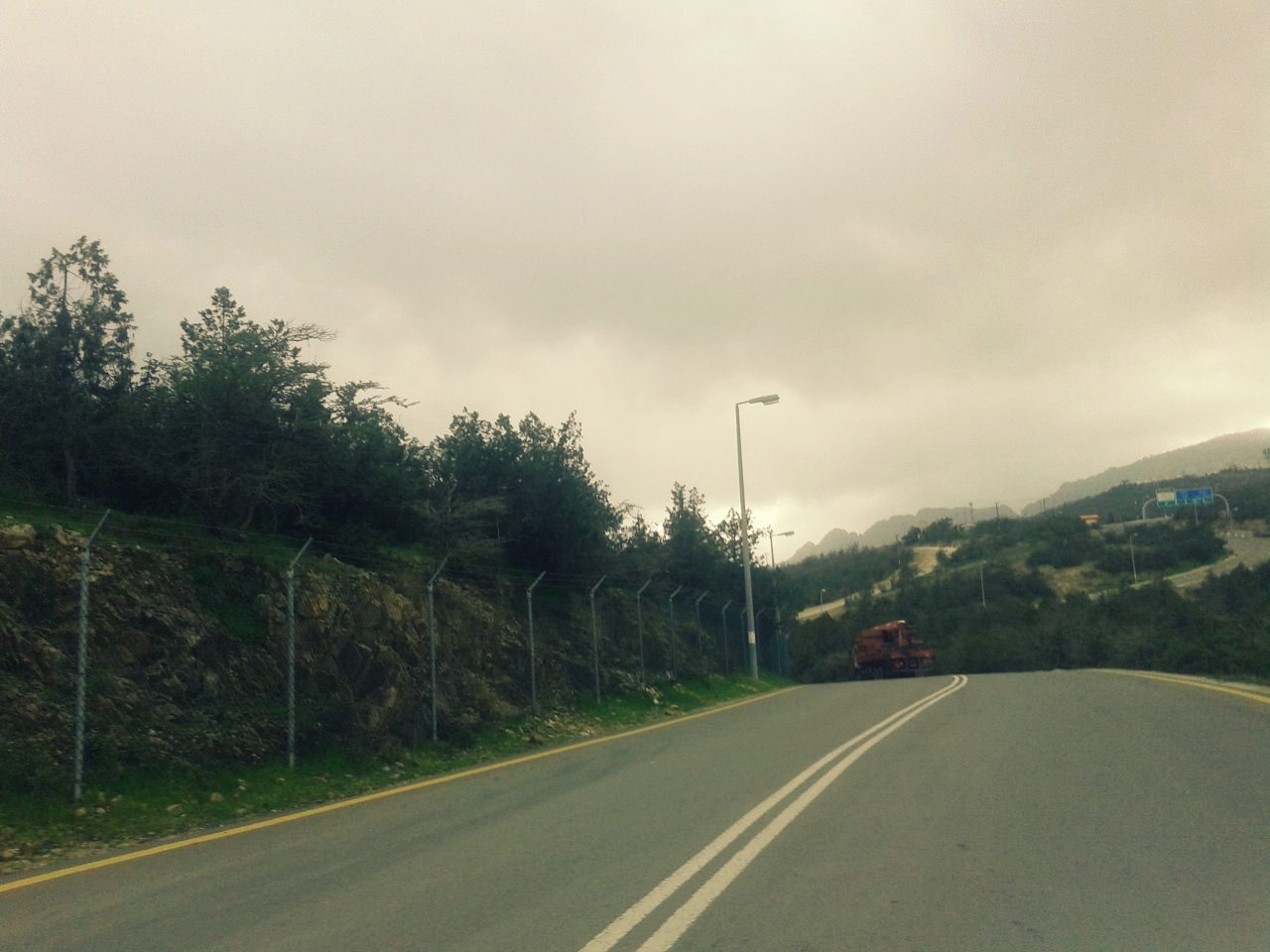
طريق غابة رغدان

### المواصلات
من أهم الطرق في مدينة الباحة:
- طريق الملك عبد العزيز (طريق الجنوب)
- طريق الملك فهد بن عبد العزيز
- طريق الأمير محمد بن سعود
- طريق الشيخ إبراهيم الإبراهيم
- عقبة الباحة

### الرعاية الصحية
تتميز مدينة الباحة بوجود مستشفى الملك فهد المركزي والذي يعد من المستشفيات المرجعية بالمنطقة (ومن المقرر تحويله إلى مستشفى تخصصي)، كما يوجد مستشفى للنقاهة، بالإضافة إلى عدد من المستشفيات والمراكز الصحية المنتشرة حول ضواحي الباحة، منها: مستشفى بلجرشي العام، مستشفى محافظة القرى العام، مستشفى المندق العام، مستشفى غدران الخاص ببلجرشي، ومستشفى العقيق العام.

### الخدمات التعليمية
يوجد بالمدينة مدارس التعليم العامة؛ مدارس تحفيظ القرآن الكريم؛ التربية الخاصة؛ معاهد علمية؛ معاهد مهنية؛ معهد تجاري؛ كلية تقنية؛ كلية صحية؛ وكلية المجتمع التابعة لجامعة أم القرى؛ وجامعة الباحة للبنين والبنات -بدأت الدراسة بها عام 1428-؛ كما يوجد جامعة أهلية عالمية للعلوم وهي جامعة الباحة.

## الثقافة والرياضة
يعتبر نادي الباحة الأدبي، رافداً من روافد الثقافة وناشطاً على مستوى المملكة من حيث المشاركات المحلية والدولية.
بالنسبة للرياضة، يوجد مدينة رياضية كاملة تعرف بمدينة الملك سعود الرياضية.

### أندية الباحة
يوجد بالباحة والمحافظات التابعة لها أكثر من نادي، تشمل:
- نادي العين
- نادي الحجاز
- نادي الباحة
- نادي قلوة

## الاقتصاد

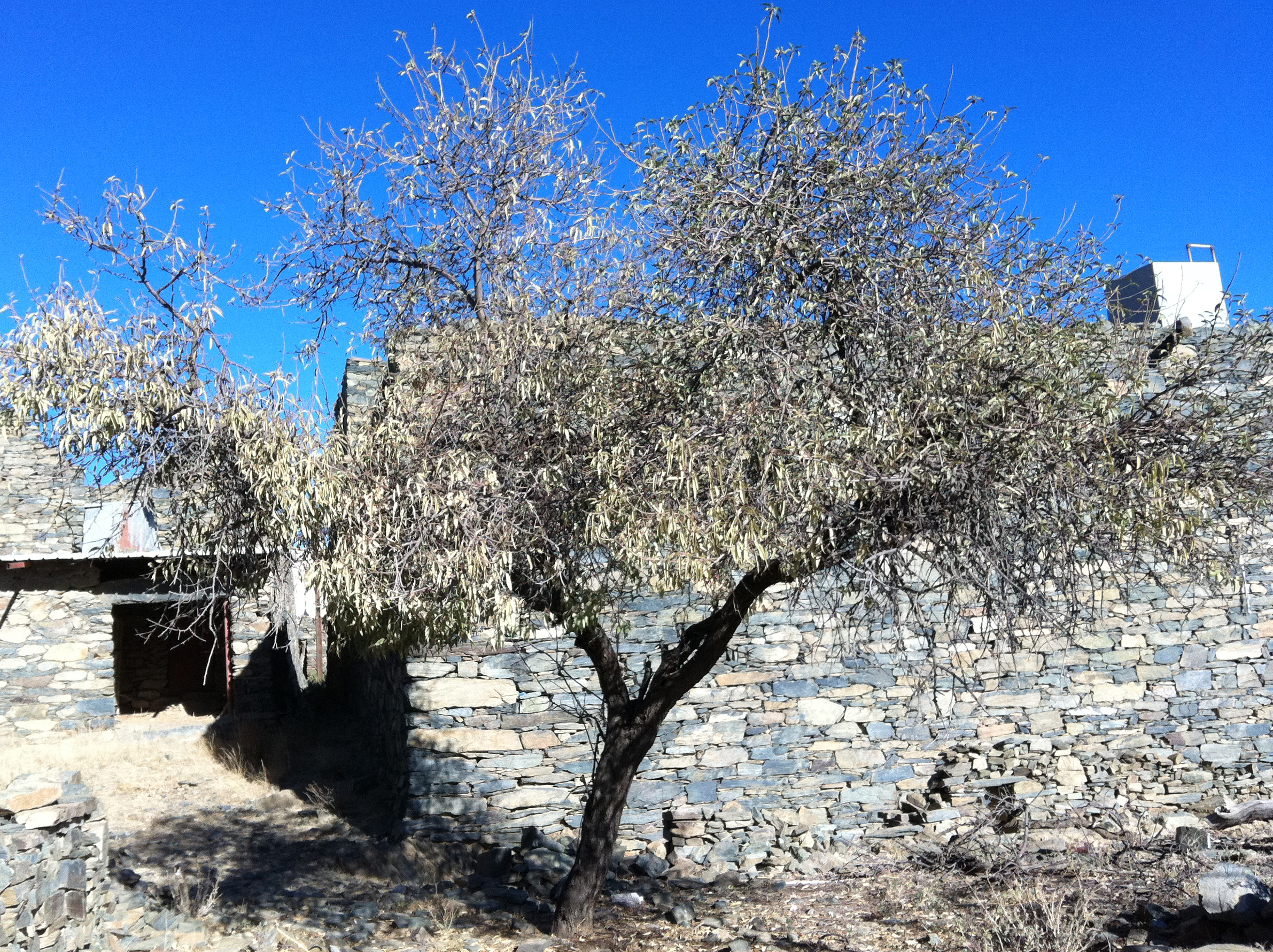
شجرة لوز معمرة في أحد قرى مدينة الباحة، ويظهر في الخلفية بيت أثري قديم

### الزراعة
تعتبر الباحة أرض زراعية، وفيها الكثير من المحاصيل، أهمها: الرمان، واللوز، والعنب.

### التعدين
تحتضن قرى المدينة ثروات طبيعية متعددة من بينها الثروات المعدنية، ومنها المعادن الفلزية مثل: (الذهب، الفضة، النحاس، الزنك والحديد)؛ فضلا عن المعادن اللافلزية في الجبال الجرانيتية والحرات البركانية مثل: ((رمال السيليكا، والغرافيت، والفلسبار، وأحجار الزينة (الغرانيت والرخام)، والفوسفات، والبوكسيت والبازلت والعناصر الأرضية النادرة)). يعد «وادي بيدة» الواقع بين قرية وراخ وقرية معشوقة في ريف مدينة الباحة موقعا لخام الذهب، حيث قدرت كمية الاحتياطي في أحد مواقعه بحوالى مليون ونصف الطن من الخام المحتوي على 2.3% منه نحاس، و0.03% زنك، و2.85جم لكل طن واحد فضة و1.16جم لكل طن ذهب. في حين يضم شعيب الطير -وهو منجم آخر في وسط منطقة وادي بيدة- احتياطي 4 ملايين طن من الخام المحتوي على 3.46جم لكل طن واحد ذهب و0.55جم لكل طن فضة.

### الصناعة
يتوفر بالباحة القليل من المصانع كمصانع الإسفنج، ومصانع البلاستيك، ومصانع الأكسجين والغاز. في يوم 29 من شهر ذو الحجة من عام 1431 هـ تم توقيع العقد الأول لتطوير المدينة الصناعية الأولى بمدينة الباحة بمساحة مليون متر مربع كمرحلة أولى من أصل ثلاثة ملايين متر مربع.

## المشاريع

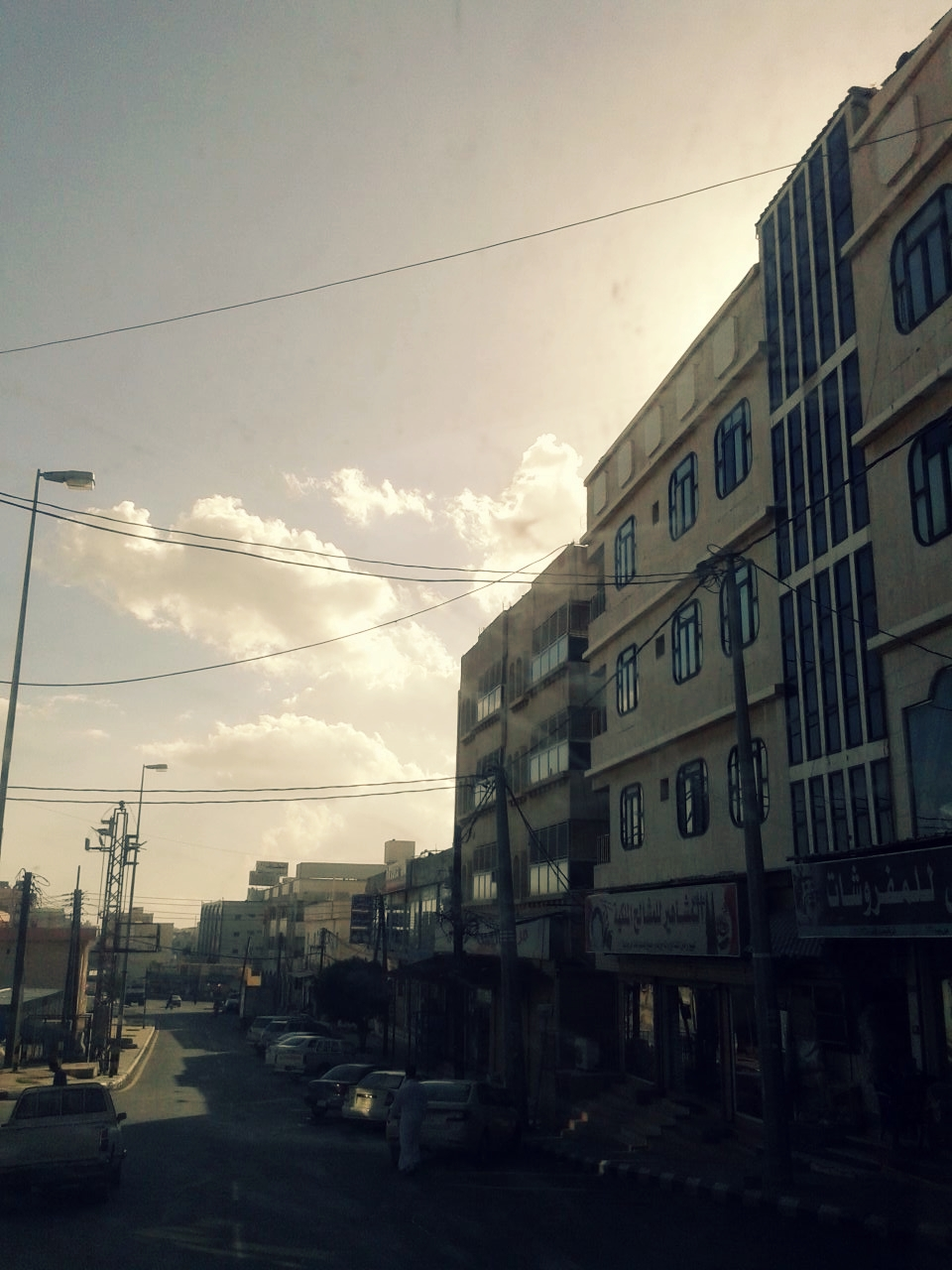
مدخل سوق الخميس القديم (البلد)

أوضح أمين منطقة الباحة بأن الأمانة تقوم بتنفيذ عدداً من المشاريع الخدمية، تشمل:
- إنشاء مبنى أمانة منطقة الباحة
- سفلتة وأرصفة وإنارة للأمانة والبلديات التابعة لها
- تصريف مياه الأمطار والسيول للأمانة والبلديات التابعة لها
- إنشاء صالة احتفالات
- تطوير الحدائق والمنتزهات مع دورات مياه عامة
- تسوير مقابر
- إنشاء سوق للخضار والفواكه
- إنشاء وتطوير المناطق الصناعية وسفلتة بعض الطرق
- تحسين وتطوير القرى التراثية
- إنشاء ملاعب أطفال بالأحياء السكنية
- تحسين وتجميل المداخل للأمانة والبلديات التابعة
- إنشاء سوق للمواشي بالباحة
- تطوير المدينة الصناعية الأولى بمدينة الباحة بمساحة مليون متر مربع كمرحلة أولى من أصل ثلاثة ملايين متر مربع

## السياحة

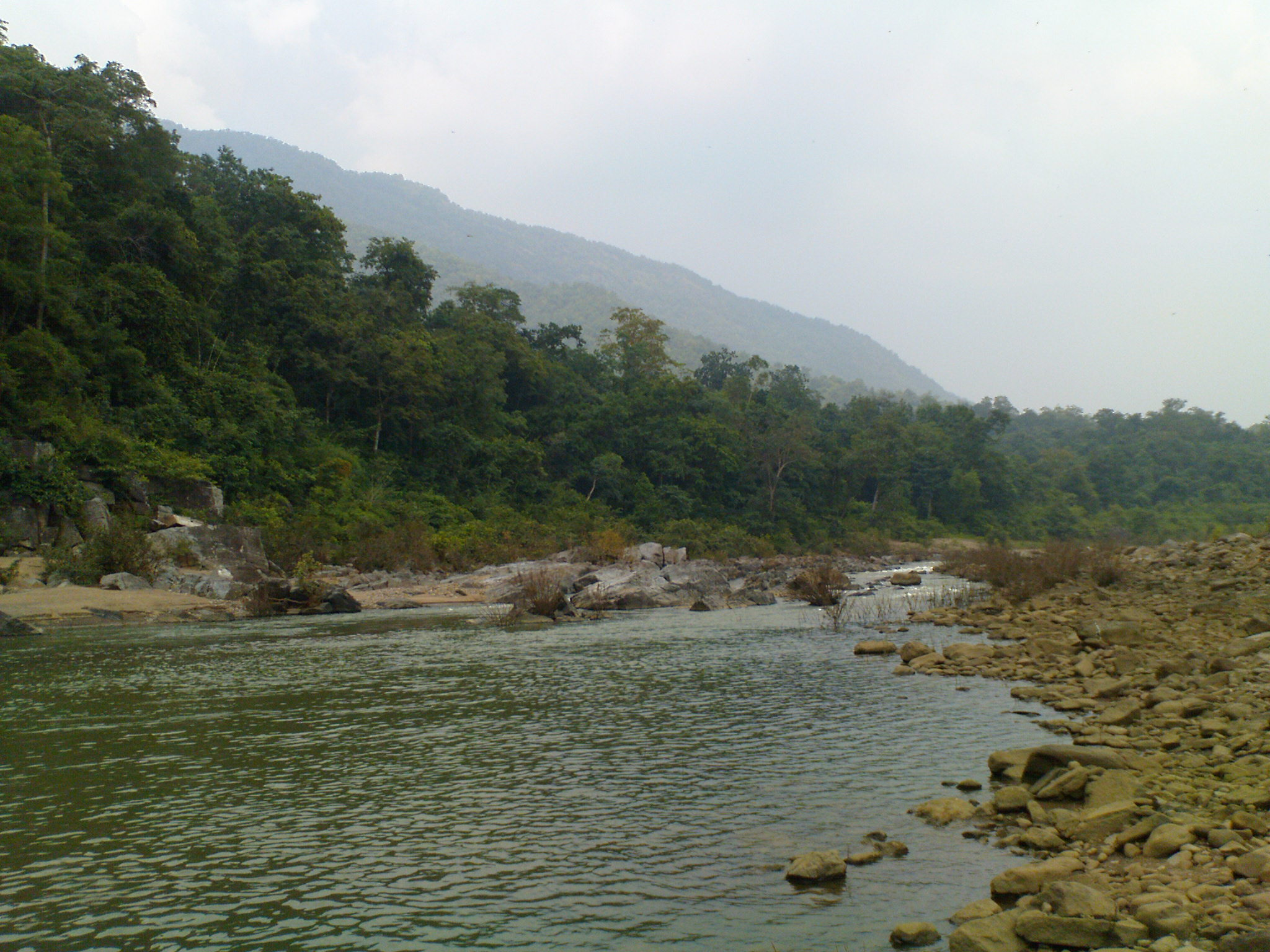
«غابة عمضان» كما تبدو للقادم من مسار غابة رغدان البعيدة

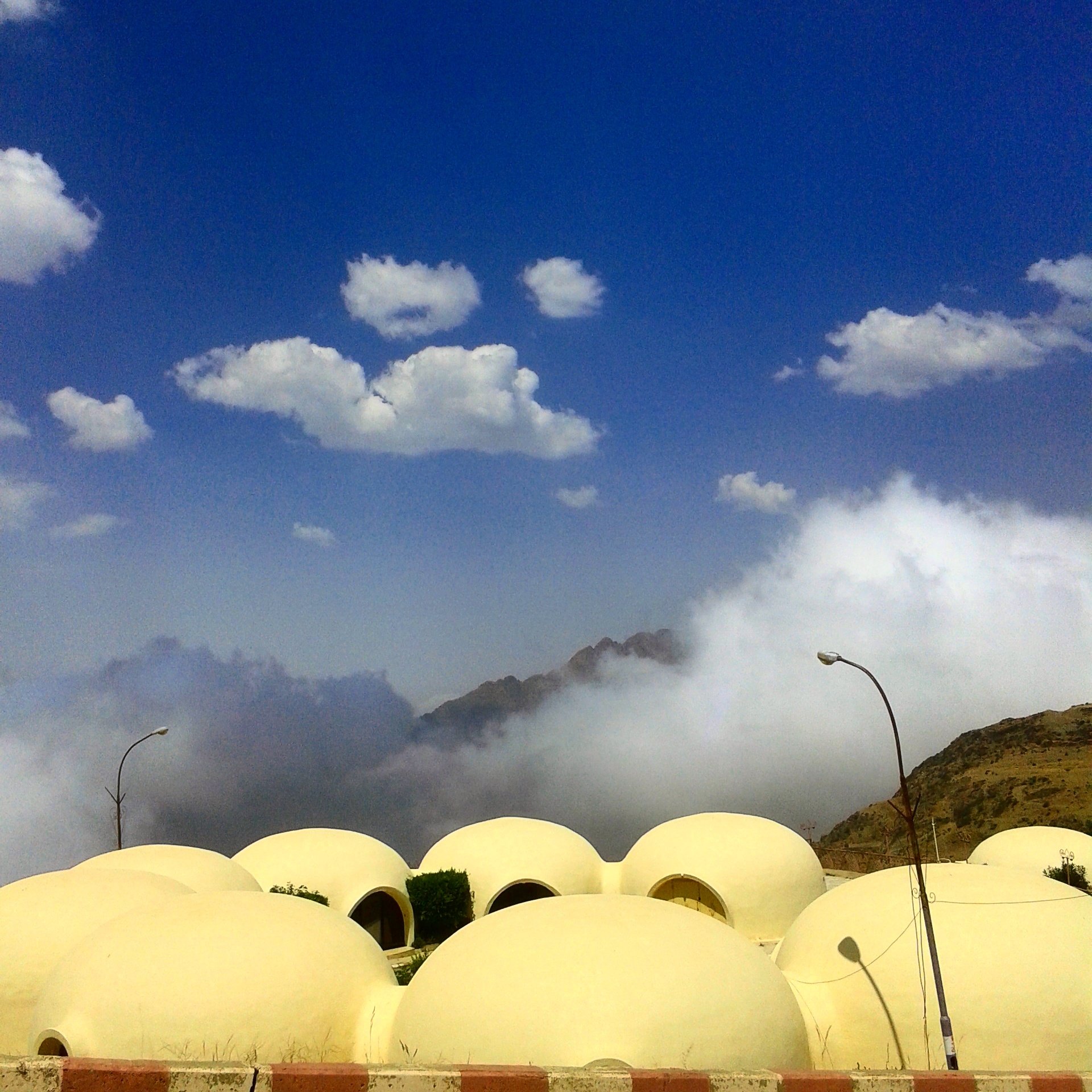
موتيلات الباحة

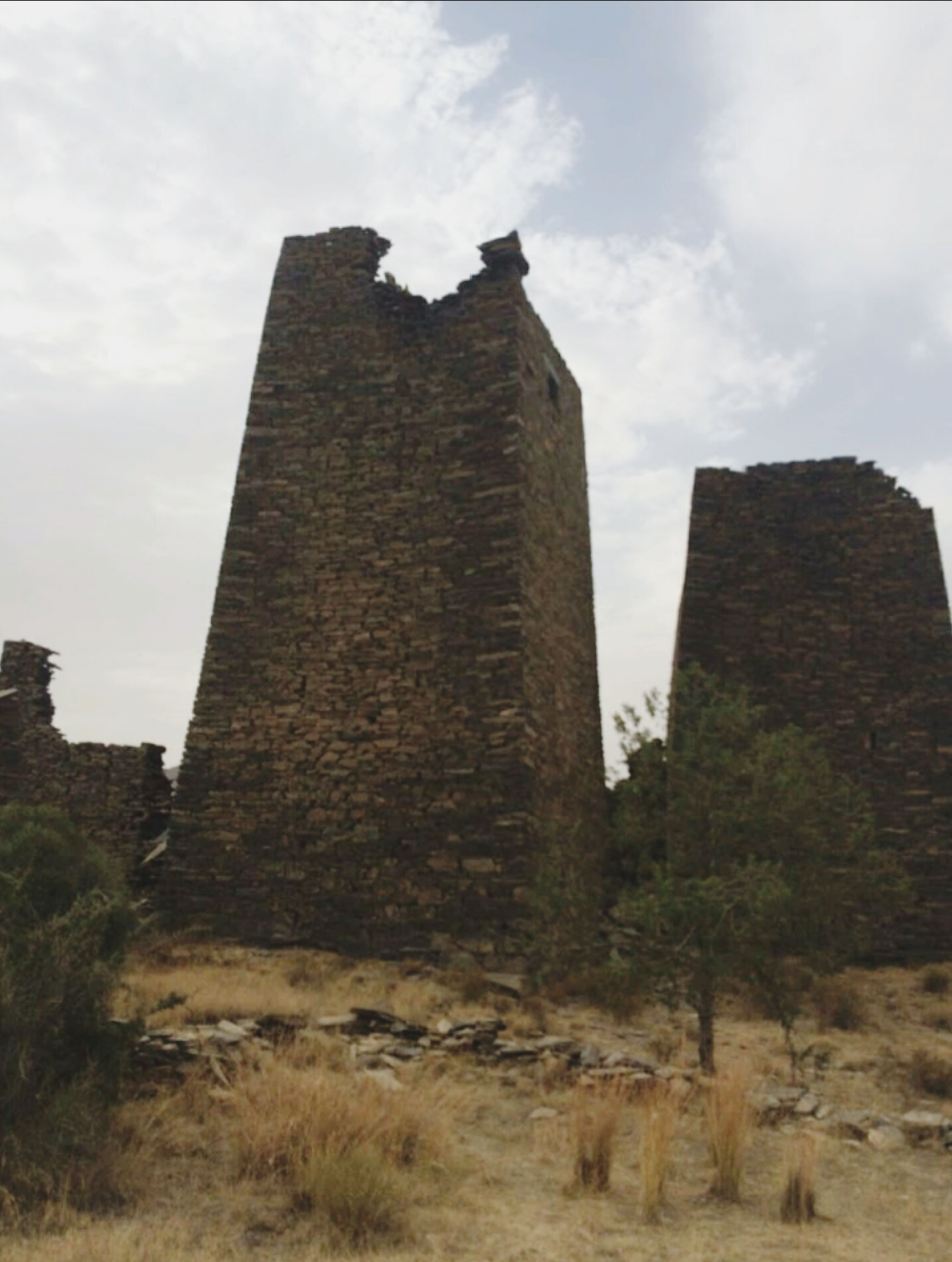
بقايا حصن الكامل برسباء، أحد قرى الباحة

تتميز قرى المدينة بوجود العديد من الأماكن التاريخية إلى جانب العديد من الأسواق الشعبية والحرف اليدوية التي تميز بها المنطقة؛ حيث تنتشر الأثار والحصون والمباني والقرى التراثية المختلفة؛ بالإضافة إلى المنتزهات والغابات الكثيفة؛ ومن الأمثلة:
- غابة رغدان: تقع على بعد 4كم ناحية الشمال الغربي لمدينة الباحة، وعلى حواف جرف يوفر مشاهد واسعة إلى أسفل الجرف، وأسفل الوادي؛ حيث تطل على طريق «العقبة» الذي يربط مدينة الباحة بمحافظة المخواة. المسار منها نحو الشمال يؤدي لغابة الزرائب المجاورة وأماكن أخرى، كغابة عمضان في جبال دوس البعيدة؛ مرورا بوديان؛ وسدود؛ وقرى؛ وارتفاعات؛ وتضاريس مختلفة على طول الطريق تتخللها مناطق للراحة والتوقف لالتقاط الصور؛ وإطعام الحيوانات البرية؛ والشراء من باعة العسل المتجولين؛ مع إمكانية رؤية بقايا بعض الحصون الأثرية على امتداد المرتفعات كـ (حصن الكامل). يمكن منها أيضا عبور مسار ثانية مؤدية لبعض الأبراج، والقلاع الحجرية الأخرى القديمة والمتماثِلة كـ (حصن سويد، حصن الحكمان، حصن الزوايح، وقلعة بخروش).
- غابة الزرائب: تقع الغابة في الشمال الغربي لمدينة الباحة، وعلى بعد 10كم من وسط المدينة. الطريق منها نحو الشمال يؤدي لغابة خيرة المجاورة.
- غابة خيرة: تقع غابة خيرة في الشمال الغربي من مدينة الباحة، وهي غابة كبيرة متفرعة تتمدد من جرف شاهق وترتبط ناحية الجنوب بغابة الزرائب. تكثر «بخيرة» المدرجات الزراعية التي تحفتظ بالكثير من المياه كمخزون بعد هطول الأمطار، وتزود به شلال خيرة أو ما يسمى ببئر القلت -وهو شلال ينحدر في بركة محاطة بالصخور-، حيث كانت في الماضي تشكل مصدر ماء رئيسي للسكان المحليين، وهي مغطاة تماما بأشجار العرعر والطلح وبعض شجر الزيتون البري، تتمدد الغابة نحو الغرب، والشرق، والشمال ويقطعها طريق مزفلت يربطها بغاية الزرائب.
- غابة مهران: تبعد عن المدينة 2كم فقط جنوبا، وتقع على هاوية ومنحدر شديد في مرتفعات موتيلات الباحة (وهي عبارة عن قبب صغيرة على حافة جرف أو هاوية مرتفعة جدا يسكنها الزوار، يستطيع منها الفرد أن ينزل مشيا على الأقدام للأسفل بين أشجار الغابة ويصعد عند المساء). يوجد بجانبها أيضا بنحو 2كم فقط «منتزه سلطان بن سلمان» وهو منتزه صغير لكن يطل على الجرف بشكل واسع وتحيط به الجبال وتكثر فيه الحيوانات البرية كالكلاب البرية، والقرود، والطيور التي تقتاد على طعام زوار المتنزه.
- قرية الملد: تقع قرية الملد جنوب مدينة الباحة 3كم على الطريق المؤدي إلى محافظة بلجرشي، وتتمركز القرية على تلال مطلة على وادي الملد، وهي من القرى القديمة جدا، وتشكل حصن صغير مع بيوت القرية القديمة المبينة من الحجز الطبيعي، حيث تتميز بوجود حصنين (برجي مراقبة) متجاورين، امتداد الطريق يؤدي إلى منتزه الغبر، ومنتجع تلفريك أثرب، والأخير يعد من أبرز المعالم لوجود العربات المعلقة «تلفريك جبل أثرب» التي تنقل الفرد من على ارتفاع يفوق 2.300متر إلى سهول تهامة المنخفضة والقريبة من البحر الأحمر.
- قرية ذي عين: وهي قرية قديمة على قمة جبل أبيض، تشتهر بزراعة الموز، الليمون، الفلفل، الريحان، والكادي. يبيع بعض سكانها المحليين المنتجات اليدوية للزوار. يمكن الوصول إليها من مدينة الباحة ناحية الجنوب الغربي، باتجاه عقبة الباحة ذات الـ 34 نفقا التي يتخللها المناظر الطبيعية الخلابة، وصولاً إلى القصبة ذي عين التي تطل مباشرة على وادي راش بمبانيها المتراصة المتربعة على قمة جبل وإطلالتها على بستان أخضر من النخيل وأشجار الموز. بعد زيارة القرية يستطيع الفرد إكمال طريقه ذهابا إلى سوق «الثلاثاء»، والذي يقع في وسط محافظة المخواة، ويبعد عن القرية 10 كم، وهو أحد أكبر الأسواق الشعبية المحلية التي لا تزال محتفظ بهويتها التجارية القديمة. امتداد الطريق أيضا يؤدي إلى جبل شدا الأعلى وجبل شدا الأسفل؛ أرض لهواة تسلق الجبال ومحمية طبيعية للنمر العربي المهدد بالانقراض.
- طريق الفيل: يبعد عن مركز مدينة الباحة 45دقيقة، شمال محافظة العقيق بجانب المطار الإقليمي. يعد طريق الفيل طريقا تاريخيا ارتبط بقصه تاريخية شهيرة وهي قصة أبرهة الأشرم الذي حاول هدم الكعبة. الطريق يوحي بالقوة التي استطاعت أن ترصف الحجارة ولمسافات طويلة لكي تسهل سير الفيلة، نظراً لطبيعة الأرض البركانية (الحرات) التي تعيق الحركة.

## الفنون الشعبية
من بين الفنون الشعبية التي تزخر بها منطقة الباحة بعيدًا عن فن العرضة، ولعب العديد من الفنون والأنماط الشعبية الأخرى، يوجد فن «المسحباني» -يعد بعد فن اللعب- الذي يمتاز برتمه الثقيل؛ والذي يؤدى من خلال صفين متقابلين يتم تشكيلها من قبل المشاركين في أداء هذا الفن بحيث يتم الأداء بحركة موحدة وقصائد (ثلاثية الأبيات أحياناً وثنائية أحياناً ورباعية)؛ وتعد كلماته ذات طابع سهل حيث تعد من الفنون التي لا تزال تحظى بمكانة جماهيرية كبيرة ونشبه إلى حد كبير في قصائدئها فن اللعب؛ حيث يؤدى من قبل الشاعر ثم يكرر الحضور آخر بيت في قصيدته الشعرية ويبدأ بالثناء على صاحب المجلس؛ ثم ينتقل كل شاعر بغرضه؛ ويغلب عليه كذلك طابع الغزل العفيف؛ إلا أنه لا يخلو من أداء بعض أغراض الشعر الأخرى.

## الحرف المحلية
توجد صناعات محلية، مثل:

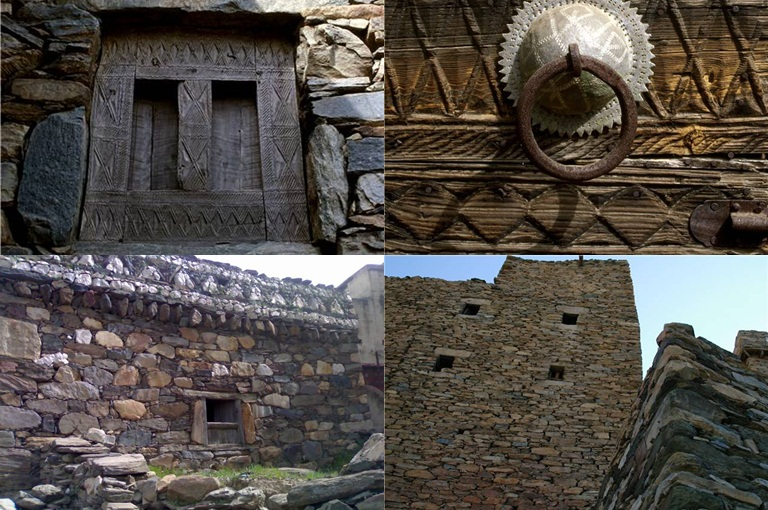
فنون العمارة التي اشتهرت بها منطقة الباحة والطائف قديما

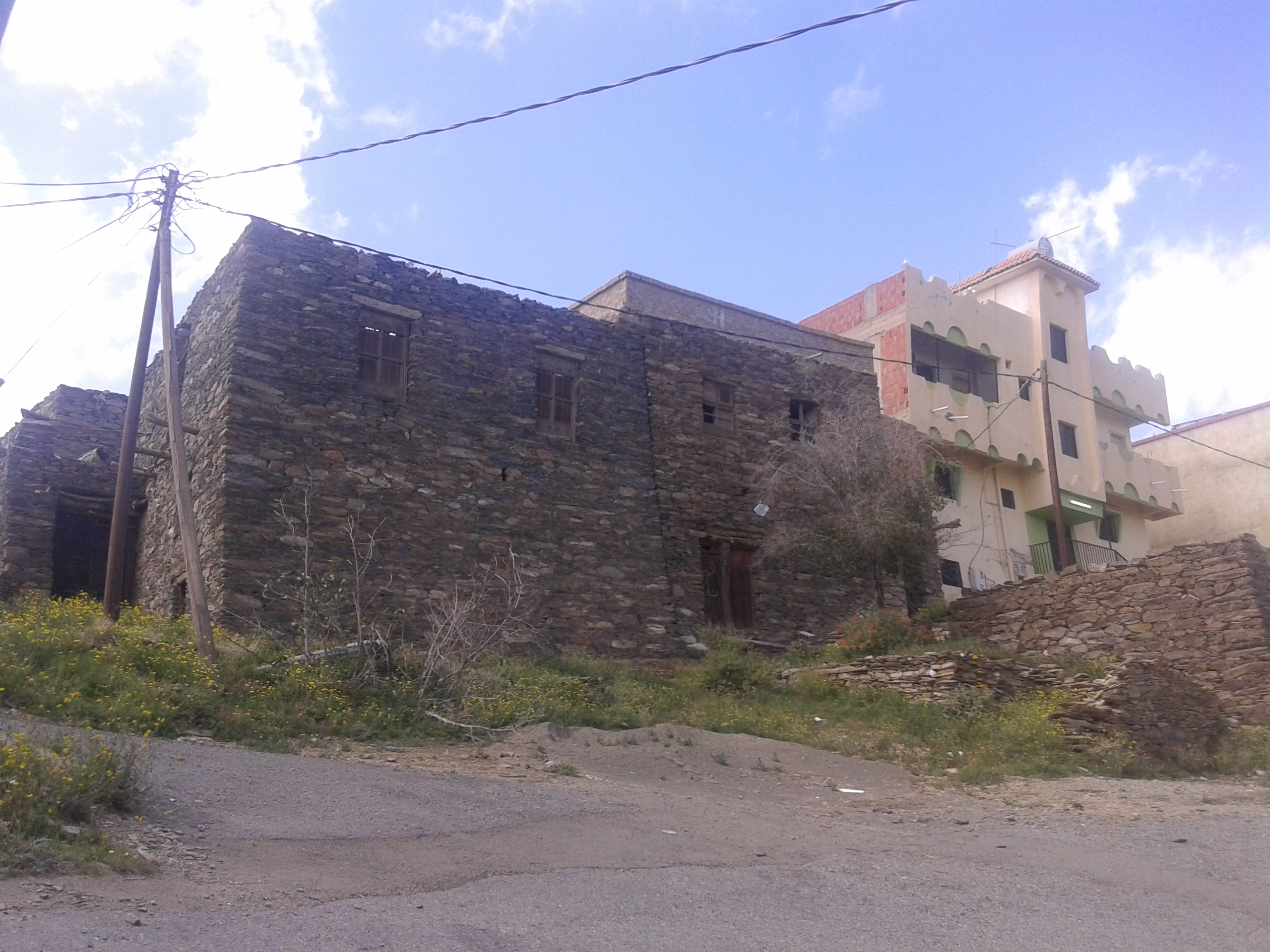
بيت أثري وحجري كبير بالكرادسة، أحد قرى الباحة (كانت تبنى قديما بمشاركة ستة أشخاص، وهم: الباني، ومساعد الباني، وجامع الحصى، ومساعد جامع الحصى، وحامـل الحصى لموضع البناء، وأخيراً المخطط أوالمهندس الذي كانت توكل إليه مهمة تحديد موضع البيت ومواقع النوافذ والأبواب).

- صناعة الأخشاب: كالأبواب للمنازل وأسقفها وشبابيكها.
- صناعة الحدادة: ويقوم بها مَهَرة مختصون في ذلك ويشمل ذلك صناعة الخناجر والسيوف والسكاكين وأدوات الزراعة.
- صناعة الفخار: ويتم عمل جميع أنواع الفخار من الأوانى المنزلية.
- صناعة الجلود: ويتم عمل المحازم وأواني حفظ المؤنة وأواني حفظ الماء وأدوات رفع المياه من الآبار.
- صناعة المفروشات: ويتم ذلك من صوف الأغنام ويقوم بذلك صناع مهرة في هذا المجال.
- صناعة الملابس: يعتبر زي الباحة من أجمل الأزياء العربية، مثل: الثوب المحبوك (الخاص بالنساء).

## المأكولات الشعبية
لمنطقة الباحة مطبخها الخاص المتنوع بالمأكولات الشعبية، والتي تشتمل على العديد من العناصر الغذائية المفيدة والمتنوعة والمليئة بالفايتامينات، وهذه الأكلات عادة ما تزين بها موائد الطعام في كافة المناسبات العامة والخاصة، ومنها: الدغابيس، العيش، المثرية، التمرية والخبزة المقناة. الخبزة المقناة (بتشديد النون): تعتبر من أهم الأكلات الشعبية بالباحة وقراها، وهي وجبة أساسية في المنزل خصوصا في مواسم الأعياد، حيث تقدم كإهداء وتوزع مع المرق أحيانا لزوار القرية. وتقدم الخبزة مقطعة إلى أجزاء صغيرة يرافقها المرق أوالسمن أوالعسل ويفضل المرق. طريقة عمل الخبزة المقناة: تصنع من دقيق القمح (الدقيق الأسمر) حيث يتم عجنه بالماء مع القليل من الملح ويترك ليتخمر طبيعيا 6 ساعات أوأكثر. لاحقا يوقد مشب بالحطب ويوضع فوقه (الصلة/الصلاة) وهي عبارة عن صخرة دائرية الشكل بأحجام مختلفة مسطحة الوجهين لا يقل قطرها عن 30سم وسماكة لا تتجاوز 5سم وتوضع هذه الصلاة على الجمر ويزاد إشعال النار فوقها لمدة 20 دقيقة حتى تسخن بشكل كبير، بعد ذلك تنظف الصلاة من الجمر والرماد ويؤتى بعجينة الخبزة وتوضع فوق الصلاة ثم تشعل النار حولها ويستخدم في الغالب اليابس من جريد النخل واعواد وأوراق شجر الشث لاستغلال هذه النار في تنشيف سطح الخبزة ولمنع انسكابها ولرائحته العطرية، في حين يضاف الرماد كنوع من الغطاء البسيط للخبزة لمنع احتراقها وتترك لنصف ساعة تقريبا وتسحب الخبزة بعد تنظيفها مما علق بها من الرماد لتوزع للأكل.[بحاجة لمصدر] الطريقة الثانية والحديثة في المنزل هي أن توضع صينية بعد دهنها بالزيت على نار عالية وتترك لتسخن جيداً، تصب لاحقا العجينة وتساوى في الصينة دائريا (مع النار) ويدهن الوجه بصفار بيضة وتترك حتى يتضاعف حجمها، نخفف النار بعد تضخمها وتترك حتى تستوي الأعلى والأسفل وتحمر بالجوانب (قد تستغرق ثلاث ساعات ولا تقل عن ساعتين).

## كتب عن الباحة
| الكتاب                                             | المؤلف                            |
| -------------------------------------------------- | --------------------------------- |
| الباحة مصيف ومشتى                                  | أ. عبد الله أحمد الأفندي          |
| الباحة حقائق وأرقام                                | أ. أحمد صالح السياري              |
| الأكلات الشعبية من تراث منطقة الباحة الأصيل        | أ. محمد سالم عبد الله الغامدي     |
| الألعاب الشعبية من تراث منطقة الباحة الأصيل        | أ. محمد سالم عبد الله الغامدي     |
| غامد وزهران السكان والمكان                         | أ. علي صالح السلوك                |
| غامد وزهران وانتشار الأزد في البلاد                | أ. إبراهيم الحسيل                 |
| جولة في ربوع المملكة                               | أ. مسفر مرزح الغامدي              |
| كنوز غامد وزهران العمرانية                         | أ. سعيد إبراهيم الحسيل            |
| المعجم الجغرافي لبلاد غامد وزهران                  | أ. علي صالح السلوك                |
| الحركة التعليمية في سراة منطقة الباحة              | أ. سعدي عيد الحريتي الغامدي       |
| الخلف والخليف                                      | أ. أحمد الزيلعي                   |
| ذاكرة الأرض                                        | أ. أحمد صالح السياري              |
| الزراعة في منطقة الباحة                            | أ. محمد أحمد الفقيه               |
| السياحه في الباحة                                  | أ. أحمد عبد الله تفيد             |
| عزوف سكان الباحة عن ممارسة الزراعة                 | أ. حمود أحمد الفقيه               |
| غلاء المهور والأثار المترتبه عليها في منطقة الباحه | أ. محمد موسى الحسني الزهراني      |
| في سرا ة غامد وزهران                               | أ. حمد الجاسر                     |
| في وجدان القرية                                    | أ. عبد الرحمن صالح العشماوي       |
| مخلاف عشم                                          | أ. حسن إبراهيم الفقيه             |
| مفردات شعبية من الباحة                             | أ. محمد ربيع                      |
| من الأدب الشعبي بمنطقة الباحة                      | أ. عبد الله أحمد المالحي الزهراني |
| من وحي القرية                                      | أ. صالح الهنيدي الزهراني          |
| الموروثات الشعبية                                  | أ. علي صالح السلوك                |
| النور المتألق في ضياء المندق                       | أ. أنور الزهراني                  |
| هذه بلادنا 'الباحة'                                | د. صالح عون هاشم                  |
| وثائق من التاريخ                                   | أ. علي صالح السلوك                |
| أربعة أيام في منطقة الباحة                         | أ. علي حافظ                       |
| ألوان من تراث غامد وزهران                          | أ. أحمد سالم عثمان الغامدي        |

## الموارد الطبيعية
تشتهر المنطقة بمواقع التعدين القديمة. وكانت مناطق تعدين الذهب الرئيسية هي منطقة خيال المصنّع والعقيق. تحتوي قرية كونا على أكثر من مائة مبنى يعود تاريخها إلى الحضارة العربية الجنوبية.

### الحياة البرية
وتجذب المنطقة الزوار من داخل المملكة والدول المجاورة بشكل خاص بسبب وجود أكثر من 53 غابة فيها، بما في ذلك غابة رغدان التي تغطي مساحة 600,000 متر مربع (60 ها) قدم مربع). على 5 كيلومتر (3.1 ميل) فقط من المدينة. زُوِّدت بملاعب للأطفال ووسائل راحة أخرى. تقع غابة عمدان على 55 كـم (34 ميل) من المدينة. شمال الباحة. تزخر بأشجار الزيتون وشجيرات العرعر وغيرها من النباتات الطبيعية. تقع غابة وادي فيج على 8 كـم (5.0 ميل) من الباحة. يحيط بها وادٍ أخضر يزخر ببساتين المشمش والرمان والعنب. تقع غابة وادي العقيق على 40 كـم (25 ميل) ٥ أميال) من الباحة. تقع على بُعد من الباحة وتزخر بأشجار الفاكهة المتنوعة وأشجار اللوتس الشامخة. يقع مطار الباحة في مدينة عقيق. يقع شلال الخرارة على بُعد 30 كيلومترًا جنوب الباحة ويجذب منظره الخلاب أعدادًا كبيرة من الزوار.

## مكتبة صور

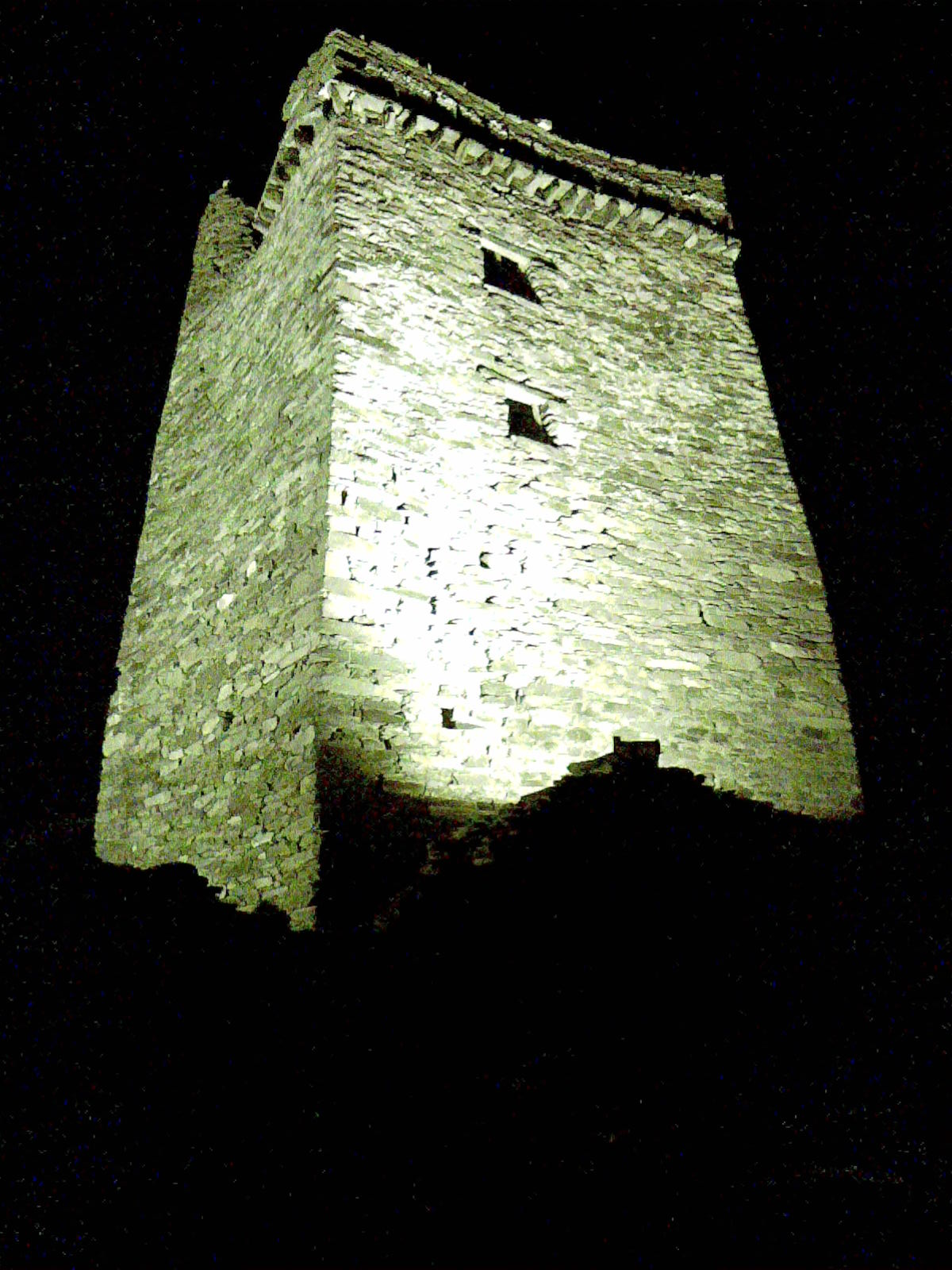
حصن الزهوان بمحافظة القرى
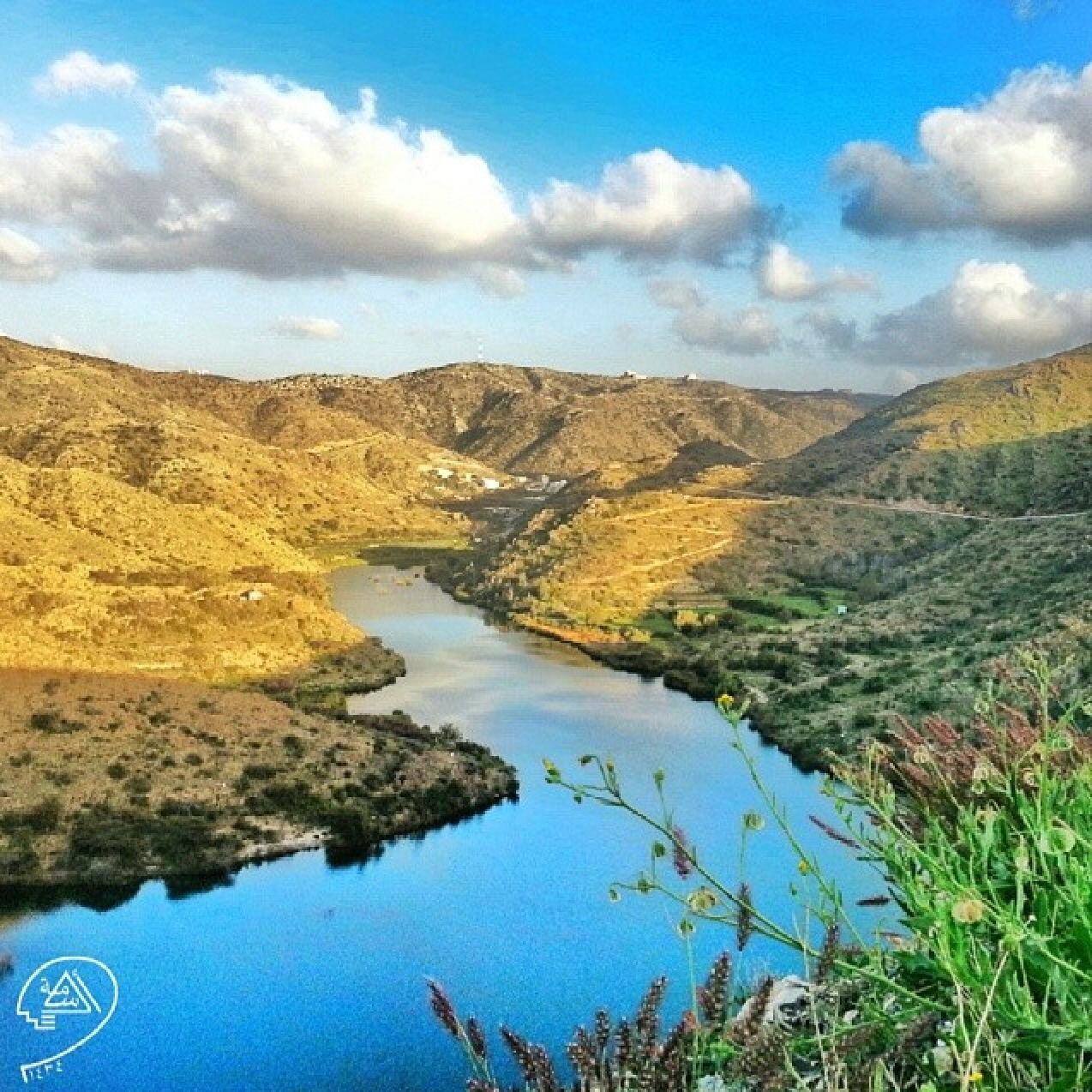
وادي الصدر، بأحد محافظات الباحة
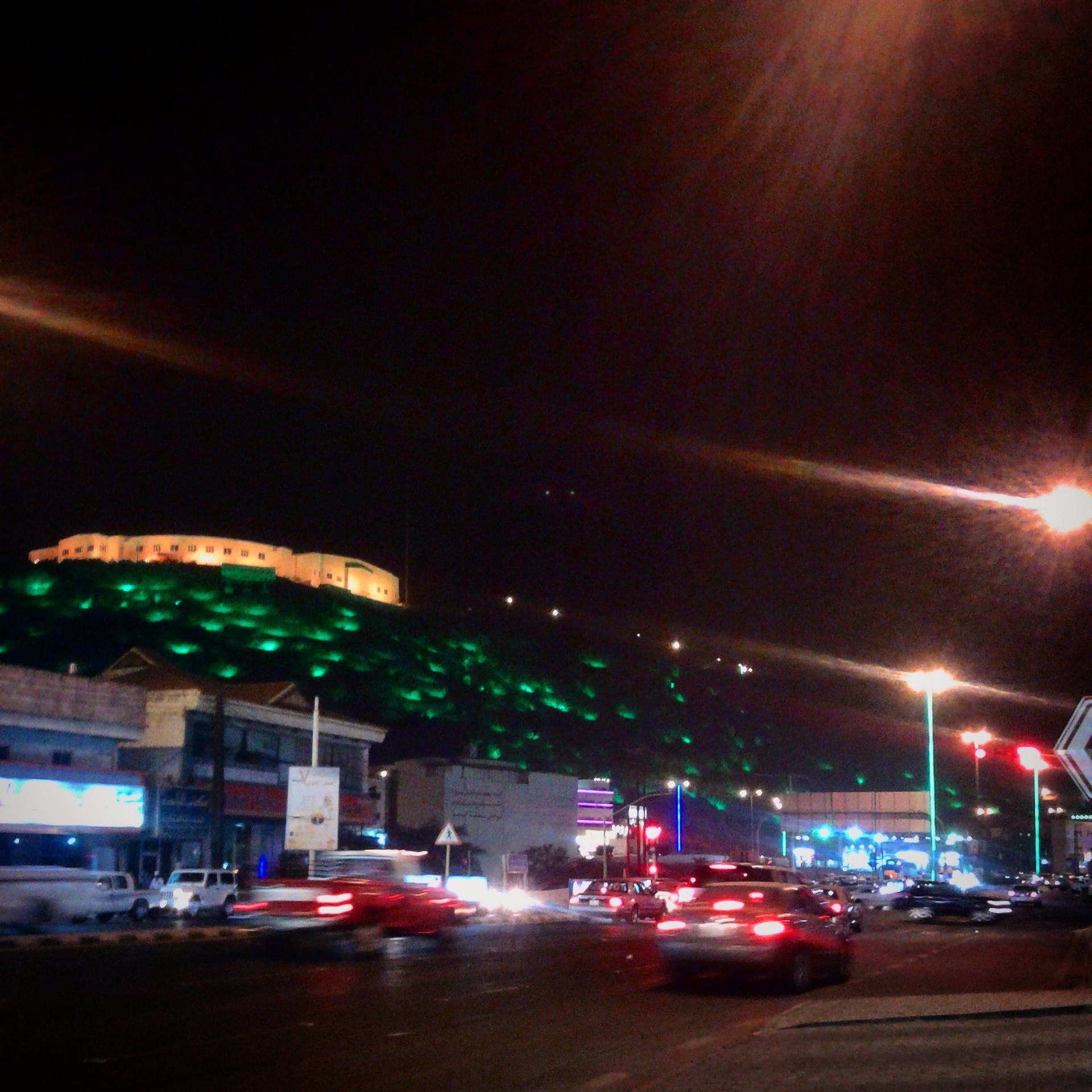
منظر ليلي
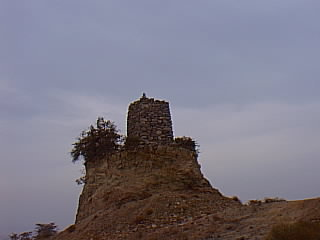
آثار برج قديم للمراقبة بالمصنعة، أحد قرى الباحة

## وصلة خارجية
محافظات منطقة الباحة